# Шлёссли (замок, Швейцария)
Шлёссли (нем. Schlössli) — замок в городе Арау (кантон Аргау) в Швейцарии. Он расположен на северо-восточной окраине старого города. Замок построен в XIII веке и является старейшим сохранившимся зданием в городе. В настоящее время здесь расположен Государственный музей Арау.

## История

### Ранний период
Согласно дендрохронологическим исследованиям, каменные укрепления в данном месте имелись уже в XIII веке, со времён основания города Арау графами фон Кибург. Вероятно, замок было запланирован в качестве городской цитадели. Но по мнению ряда исследователей укрепления на этом месте могли быть ещё в XI веке. После угасания рода фон Кибург в 1263 году город и замок перешли во владение Габсбургов. Первое документальное упоминание о Шлёссли как о «старой башне» было сделано в 1334 году. Название «старая башня» появилось для отличия от более новой башни (башня Роре), которая теперь интегрирована в здание ратуши.
На протяжении долгого времени замок не раз менял владельцев. До середины XVI века речь шла в основном о семьях знати, даже после завоевания Аргау конфедератами (сторонниками Швейцарского союза) в 1415 году. Замком владели семьи фон Кинберг, фон Хайдегг, фон Шумер и фон Лутернау. Позже Шлёссли служил резиденцией различных бюргерских семей из Арау, в том числе Шмуцигер и Хунцикер. В начале XVII века была обновлена надстройка башни и изготовлена шатровая крыша. В 1624 году строитель Бернской крепости Валентин Фридрих провёл реконструкцию, а также отремонтировал каменную кладку.

### Новое время

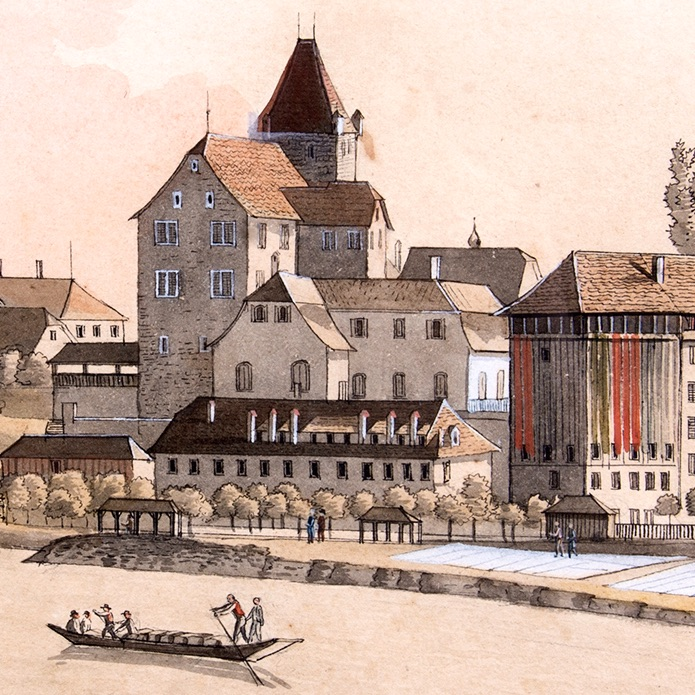
Замок Шлёссли на рисунке 1812 года

В 1790 году Шлёссли выкупил владелец фабрик шёлковых лент Иоганн Рудольф Мейер. Он прибавил ещё один этаж, а также при нём была отремонтирована крыша и построена крытая лестница с восточной стороны. В числе прочего в здании разместилась картографическая контора, которую финансировал Мейер. Затем здесь находился пансион для учеников школы, открытой в 1802 году в соседнем Амтаусе.
В 1808 году замок перешел во владение семьи Герозе. В 1862 году Шлёссли приобрёл полковника Эмиль Ротплетц.
Наконец в 1930 году замок был преподнесён в дар общине Арау. После тщательной реконструкции в здесь в 1939 году был открыт городской музей. В 1976 году к юго-востоку от Шлёссли была построена копия исторической мельницы из Бёцена. В 1978-1980 годах были отреставрированы фасады, а в 2000 году была отремонтирована крыша.

### XXI век
В 2007 году в Арау прошёл конкурс проектов по расширению городского музея. Победил проект архитектурного бюро Diener & Diener Architekten Мартина Штайнманна, который был реализован к 2015 году. Экспозиции оказались расширены, появись новая лестница и лифт.

## Описание
Основой комплекса является хорошо сохранившаяся 25-метровая средневековая жилая башня. Она построена из известняка и грубо обработанных валунов. Башня имеет квадратное основание со стороной 11,25 метра. До высоты 17 метров сохранена оригинальная кладка.
В южной стене окна второго и третьего этажей выполнены в стиле поздней готики. Верхний этаж построен в 1790 году и первоначально был оштукатурен.
С северной стороне к башне примыкает жилое здание. Его первый этаж имеет такую же толщину стен, как и башня. Однако стены двух верхних этажа значительно тоньше. Также в 1790 года была построена лестничная башня, которая примыкает к основной башне с восточной стороны.
К замку можно подойти по крытому деревянному мосту XIX века, который построен над бывшим крепостным рвом.
В непосредственной близости от Шлёссли находится здание Шлоссгартен, которое знаменито тем, что в 1798 году служило резиденцией правительства Гельветической республики.

## Галерея

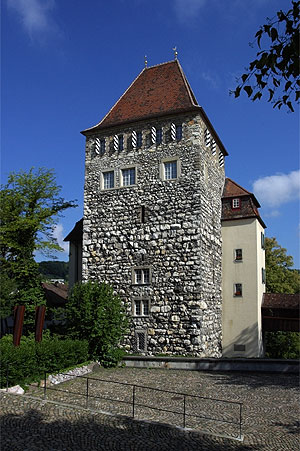
Бергфрид замка Шлёссли
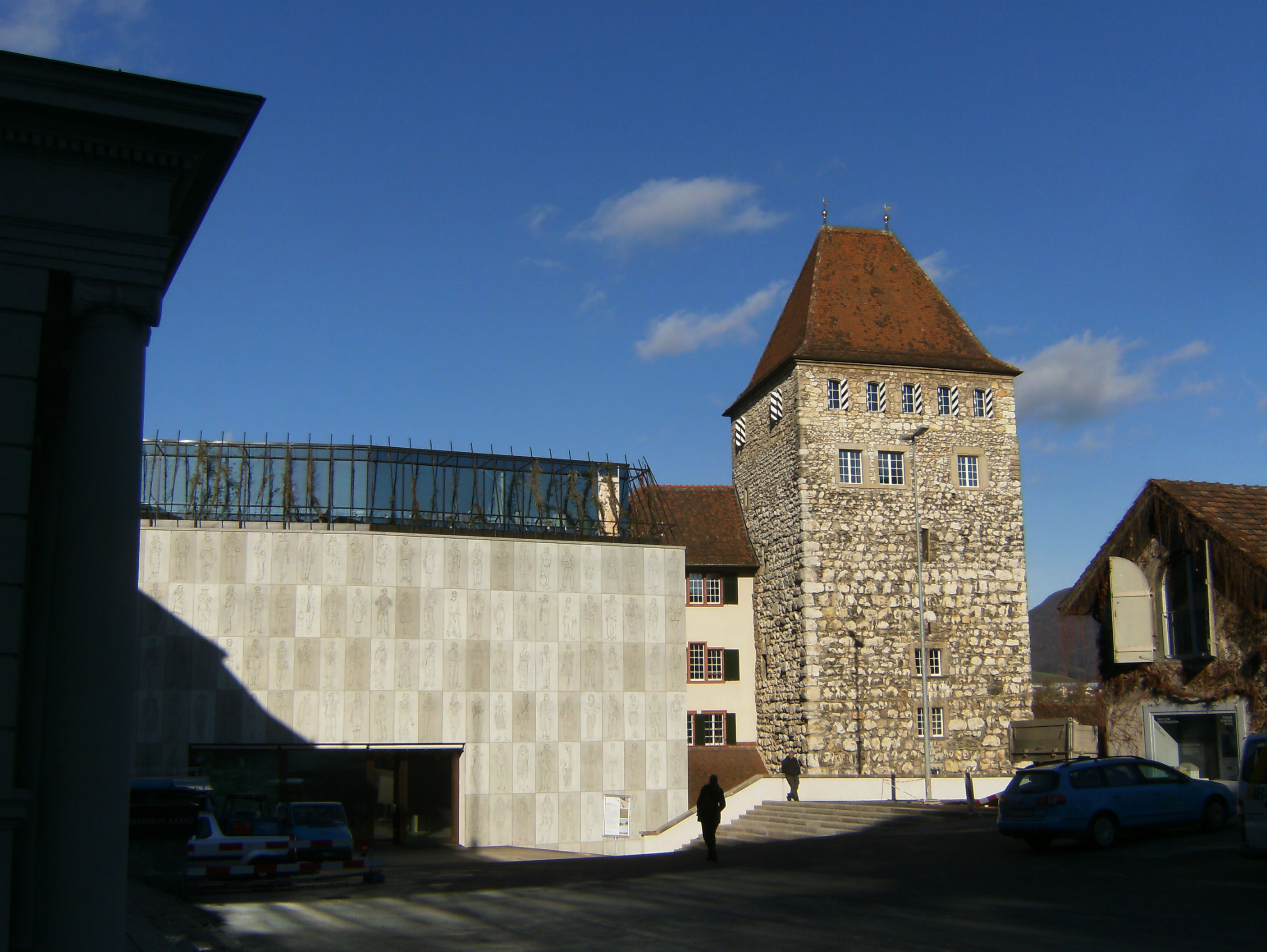
Вид главной башни и фасада здания музея
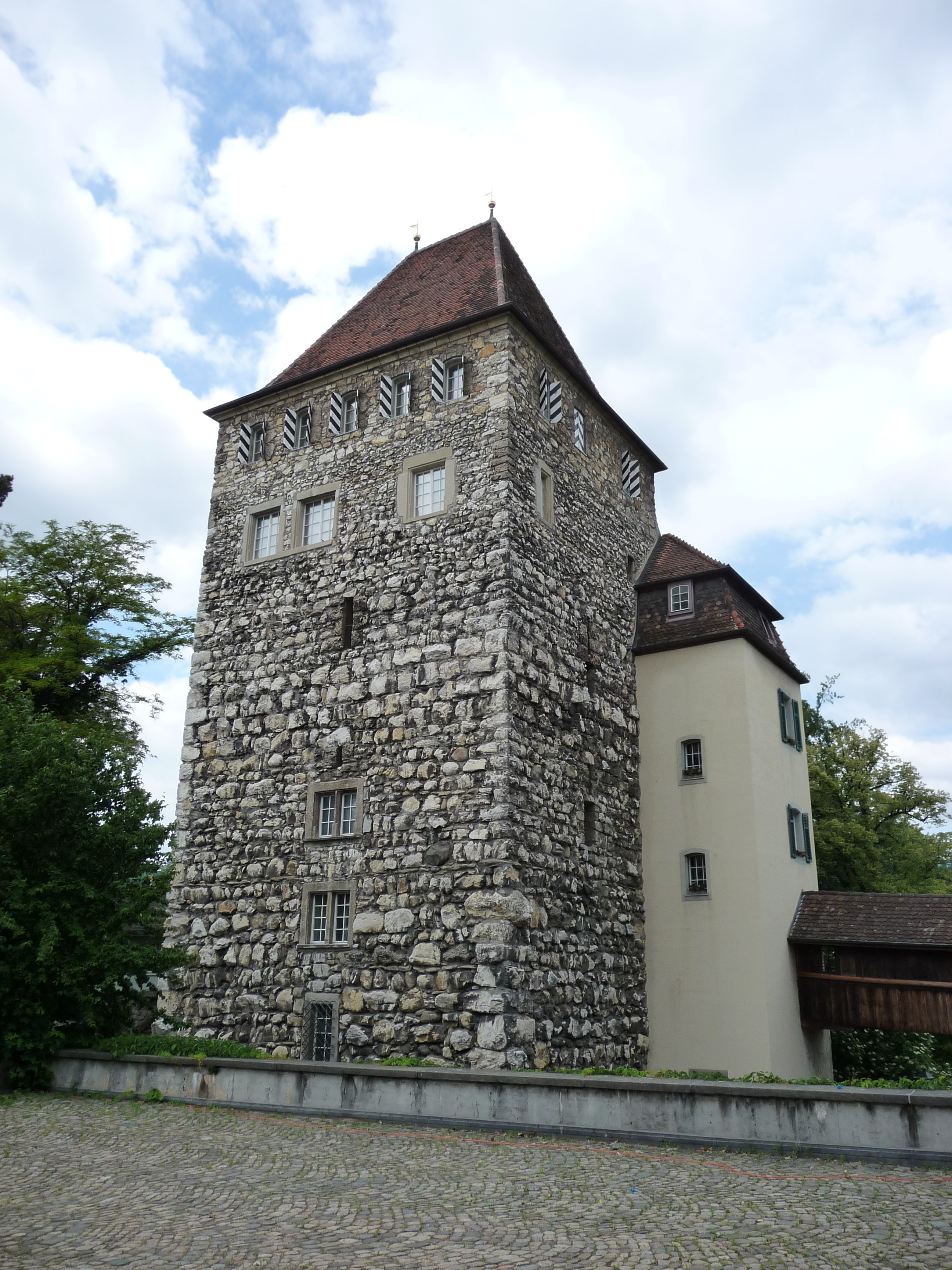
Главная башня, лестничная башня и мост